# Kong Kristian
Kong Kristian este imnul național oficial regal al Danemarcei, având același statut ca Der er et yndigt land.